# علاء الدين سعد جاويش
علاء الدين سعد محمود حسن جاويش  ويشتهر علاء الدين سعد جاويش (مواليد 29 أبريل 1979 في محافظة كفر الشيخ) هو كاتب مصري، وهو حاصل على درجة الدكتوراه في النقد الأدبي من جامعة عين شمس عام 2010،

## مؤلفاته
| - خبايا المرأة" (رواية)،2001 - «خسائر محتملة» (رواية)، 2009 - «الآنسة راحيل» (رواية)، 2010 - «تأملات حول نساء الحياة»، 2010 - «ملامح الرواية عند جرجي زيدان» (نقد)، 2011 - «الاتجاه السياسي في الرواية المصرية» (نقد)، 2011 - «مصر حرة ٢٥ يناير ثورة، الشباب، الأمل، التغيير»، 2011 - «ملامح الرواية عند عبد الوهاب الأسواني»، 2013 - «الرؤى والتشكيل الروائي لدى جميل عطية إبراهيم» (نقد أدبي)، 2014 - «عن حكاوي المخبصة: قراءة ساخرة لأوضاع مصر الحاضرة»، 2015 - «ابتشاك» (رواية)، 2015 - «إنسان خطأ!» (رواية)، 2015 - «الخيمة… على حافة الحضارة» (رواية)، 2015 - «الإبلاس» (رواية)، 2015 - «القديسة» (رواية)، 2015 | - «على ما تفرج» (رواية)، 2015 - «تاريخ روان» (رواية)، 2015 - «الرؤى والتشكيل الروائي لدى جميل عطية إبراهيم: دراسة تحليلية»، 2015 - «العبور إلى الضفة الموازية» (رواية)، 2016 - «انتهاكات» (رواية)، 2016 - «على ما تفرج»، 2016 - «الإنزواء» (رواية)، 2016 - «الجنوح» (رواية)، 2016 - «تاريخ روان» (رواية)، 2016 - «الحكايات والإعترافات» (رواية)، 2017 - «خسائر محتملة» (رواية)، 2018 - «النبوة والقرآنيون»، 2018 - «الصلاة المستحيلة» (رواية)، 2019 - «ما يبقيك حيا: الطلاق، الطلاق»، 2020 |

## جوائز
- المركز الرابع، جائزة حورس الإسكندرية للسرد العربي، عن رواية «ابتشاك»، 2014[26][27]
- المركز الأول، مسابقة ربيع مفتاح الأدبية، تحت رعاية المجلس الأعلى للثقافة، عن رواية «العبور إلى الضفة الموازية»، 2016[28]